# Sylvain Vasseur
Sylvain Vasseur, nacido el 28 de febrero de 1946 en Cappelle-la-Grande, fue un ciclista francés que fue profesional de 1969 a 1977. 
Es hermano de Alain Vasseur y tío de Cédric Vasseur que también fueron ciclistas profesionales.

## Palmarés
1972
- Tour del Norte

1973
- Tour de Luxemburgo, más 1 etapa

## Resultados en Grandes Vueltas y Campeonatos del Mundo
Durante su carrera deportiva ha conseguido los siguientes puestos en las Grandes Vueltas y en los Campeonatos del Mundo en carretera:
| Carrera         | 1969 | 1970 | 1971 | 1972 | 1973 | 1974 | 1975 | 1976 | 1978 |
| --------------- | ---- | ---- | ---- | ---- | ---- | ---- | ---- | ---- | ---- |
| Giro de Italia  | -    | -    | -    | -    | -    | -    | -    | -    | -    |
| Tour de Francia | -    | 95.º | -    | 35.º | 53.º | 52.º | 44.º | 60.º | -    |
| Vuelta a España | -    | 52.º | Ab.  | -    | Ab.  | 27º  | -    | -    | -    |
| Mundial en Ruta | -    | -    | -    | -    | -    | -    | -    | -    | -    |

-: no participa

Ab.: abandono